# Головатенко, Юлий Петрович
Юлий Петрович Головате́нко (3 мая 1934, Ленинград — 26 июня 1976, Москва) — русский поэт, прозаик, историк.

## Биография
В 1959 году окончил историко-филологический факультет Московского городского педагогического института имени В. П. Потёмкина. Преподавал историю в московской школе рабочей молодёжи № 43, с 1970 года — инспектор-методист Министерства просвещения СССР. Публиковал статьи по методике преподавания истории и обществоведения, в том числе в журналах «Преподавание истории в школе», «Народное образование». Литературоведческие эссе в газетах «За педагогические кадры», «Красный воин».
В конце 50-х — начале 60-х гг. участвовал в деятельности нелегальных литературно-политических кружков, читал свои стихи у памятника Маяковскому («на Маяке»), где тогда собиралась вольнодумная молодёжь. Неопубликованные детские стихи и сказка, собрание эссе «Nachtstücke», незаконченные романы «Машина безвременья», «Роман в письмах о женщинах и разбойниках». Стихи были впервые опубликованы в самиздатовском альманахе «Феникс» (1961) под псевдонимами Петров и Мерцалов, а затем перепечатаны в издававшемся за границей журнале «Грани» (1962, № 52). Первый сборник стихов вышел посмертно, в 1995 году. Стихотворение «Эх, романтика, синий дым…» стало песней.

## Публикации
- Головатенко Ю. Стихотворения пятидесятых, шестидесятых и семидесятых годов. М., 1995.
- См. также публикации стихов на сайтах «Мемориал», «Гулькин Парнас», «Периферия», «На середине мира».